# NGC 1622
NGC 1622 (również PGC 15635) – galaktyka spiralna z poprzeczką (SBab), znajdująca się w gwiazdozbiorze Erydanu. Odkrył ją 16 stycznia 1850 roku George Stoney – asystent Williama Parsonsa.